# أحمد مختار (عازف)
أحمد مختار (1967 -) هو عازف عود عراقي. 

## حياته ونشاته
ولد في بغداد بالعراق عام 1969 وتخرج من معهد الفنون الجميلة في بغداد، كما درس في المعهد العالي للموسيقى في دمشق وفي كلية لندن للموسيقى وحصل على الدبلوم العالي (H.Dip In Music) كما حصل على شهادة الماجستير في العزف المنفرد (MMus Performance) من كلية الدراسات الشرقية والأفريقية (SOAS). يعزف على العود وآلات موسيقية عربية أخرى منذ العام 1979م. وقد قام بكتابة العديد من الأعمال الموسيقية لعدد من المسرحيات والبرامج الوثائقية.

## مسيرته
كان أحمد مختار من بين 16 فنان أختارتهم الأمم المتحدة من مختلف بقاع العالم لإصدار قرص مدمج (سي دي) لصالح ضحايا الإرهاب والحروب. كان يقدم أحمد مختار برنامجه الخاص لتعليم عزف العود على قناة المستقلة الفضائية التي تبث من لندن والان يعمل في قناة الفيحاء العراقية حيث يعد وقدم برنامح (عزف منفرد) ويعد البرنامج من أهم البرماج المتخخصة بالعود والموسيقى في البث العربي بل هو الأهم. كما أنه مدرس لنظريات الموسيقى عربية في كلية لندن معهد الدراسات والبحوث الموسيقية.

## أعماله[8][9]
1. مهرجان الشبيبة الموسيقي الدولي في بولندا 1987
2. مهرجان الموسيقى العربية في القاهرة عام 1994
3. مهرجان مجمع الموسيقى العربية التابع لجامعة الدول العربية في دمشق عام 1995
4. مهرجان الموسيقي العالمية في بريطانية-كمبردج 1997-1999
5. مهرجان الموسيقى التلقليدية-النمسا عام 1998
6. مهرجان اللوت الدولي في كان-فرنسا عام 1999وفي إسبانيا عام 2001
7. مهرجان الثقافة العراقية في السويد عامي 2002و2003
8. مهرجان ويماد الدولي لموسيقى العالم 2003
9. مهرجان هيئة الإذاعة البريطانية الموسيقي وضيف العام الجديد 1/1/2004 في بي بي سي راديو3
10. الموسيقي الضيف في المعرض الدولي للكتاب في أبو ظبي 2005
11. مهرجان ثقافات المتوسط في إيطاليا 2006
12. مهرجان المدى الثقافي -العراق- أربيل 2007
13. الموسيقي الضيف على مهرجان السينما العربية في إيطاليا 2007
14. مهرجان اسبوع الثقافة العراقية في اليونسكو- باريس 2007
15. معهد العالم العربي في باريس، مهرجان «على خطى زرياب» - 2008
16. مهرجان معرض بابل الكبير في المتحف البريطاني -2008-2009

- الموسيقي الضيف على مهرجان السينما العربية في إيطاليا 2009
- مهرجان اسبوع الثقافة العراقية في اليونسكو- باريس 2009
- مهرجان على «خطى زرياب» في معهد العالم العربي 2008
- المشرف الموسيقي على احتفالية الموسيقار العراقي صالح الكويتي في جامعة لندن - مركز الدراسات الشرقية 2010
- مهرجان معرض بابل الكبير في المتحف البريطاني -2008-2009
- معرض ومهرجان حضارة بابل في المتحف البريطاني- 2009
- مهرجان المتنبي الثقافي الشعري في سويسرا - 2010
- مهرجان الشرقي الموسيقي في بيروت 2011 برعاية اليونسكو
- مهرجان بابل للثقافات العالمية في العراق 2013
- مهرجان المتنبي الثقافي الشعري - زيورخ 2013

## مقطوعته
1. تجوال-10 مقطوعات-1997
2. كلمات-7مقطوعات-1999
3. إيقاعات بغداد-13 مقطوعة-2003
4. الطريق إلى بغداد وتحتوي على 16 قطعة موسيقية من مؤلفاته. والاسطوانات من أنتاج عن شركة ARC العالمية.
5. موسيقى لأول مسرحية إنجليزية عربية بعنوان (حكاية جندي) من اخراح البريطاني اندروا ستيغل.
6. موسيقى مسرحية (اسمي جميلة) من إخراج الجزائري عبد الناصر خلاف.
7. موسيقى عمل درامي شعري (بغداد سماء مفتوحة) كتب قصائدها الشاعر صلاح الحمداني.

+موسيقى تصويرية لفلم (البغدادي 2008) الحائز على جائزة (Interniatoal Filmakers) الذهبية للمخرج البريطاني العراقي ميثم رضا.
المشرف العام على اسبوع الموسيقى العراقية في جامعة لندن. 2005- 2006-200

## هوامش
في مدن عديدة من العالم منها: بغداد وأكثر من خمس مدن عراقية بيروت، دمشق، أبو ظبي، تونس، الجزائر، الخرطوم، عمان، القاهرة، استنبول، باريس، لندن، نيويورك، بوسطن، وارشو (وارسو)، جنيف، أستوكهولم، امستردام، فينا، كوبنهاغن،روما، مدريد، مانشستربلجيكا وأكثر من عشر مدن أسبانية بينها مدريد وبرشلونة واشبيليا وقرطبة وغرناطة.
حصل مؤخراً وفي 2009-3-30 على جائزة «الحمرا» للابداع في الفنون من قبل هيئة الابداع الإسلامية الدولية

## وصلات خارجية
- أحمد مختار على موقع ميوزك برينز (الإنجليزية)
- أحمد مختار على موقع ديسكوغز (الإنجليزية)
- أحمد مختار على موقع ديسكوغز (الإنجليزية)
- موقع أحمد مختار